# Orellana de la Sierra
Orellana de la Sierra là một đô thị trong tỉnh Badajoz, Extremadura, Tây Ban Nha. Dân số 311 người và diện tích 17 km².